# 1899

## أحداث
- تأسيس مدينة ليبيرتادور جنرال سان مارتين، جوجوي [الإنجليزية] وتقع حاليا في الأرجنتين.
- تأسيس مدينة اغوا بريتا [الإنجليزية] وتقع حاليا في المكسيك.
- تأسيس مدينة تشيباتا وتقع حاليا في زامبيا.
- تأسيس مدينة أكسو، أكمولا وتقع حاليا في كازاخستان.
- تأسيس مدينة بنين وتقع حاليا في نيجيريا.
- نهاية الثورة المهدية في 1899 والتي بدأت في 1881.
- 23 يناير: الكويت توقع معاهدة الحماية البريطانية التي استمرت حتى 19 يونيو 1961.
- 4 فبراير: بداية الحرب الفليبينية الأمريكية والتي انتهت في 2 يوليو 1902.
- 17 مارس: اكتشاف فويب أحد أقمار زحل.
- 12 مايو: تأسيس مدينة بويو وتقع حاليا في الإكوادور.
- 11 أكتوبر: بداية حرب البوير الثانية والتي انتهت في 31 مايو 1902.
- 29 نوفمبر: تأسيس نادي برشلونة لكرة القدم على يد السويسري خوان غامبر.
- 1 ديسمبر: تأسيس مدينة بيدرو خوان كاباليرو وتقع حاليا في باراغواي.
- 16 ديسمبر: تأسيس نادي إيه سي ميلان على يد الإنجليزي هيربرت كيلبن

## مواليد
- 20 يناير - كينجيرو تاكاياناغي، مخترع لأول تلفاز في اليابان.
- آرثر كيو. برايان
- آل كابوني
- أبو القاسم الخوئي
- أحمد توفيق المدني
- ألفريد شوتز
- ألفريد هيتشكوك
- إرنست همنجواي
- الأمير محمد عبد المنعم
- الطاهر الحداد
- برنارد كاون
- بروس كاتون
- بول مولر
- بيرتل أولين
- تريغ براون
- جورج فون بيكيسي
- جون فان فليك
- خورخي لويس بورخيس
- رولف فيلكه
- سوزان لنجلن
- عبد السلام النابلسي
- عثمان باتور
- عزيز أباظة
- غلوريا سوانسون
- غيولا ماندي
- فؤاد شفيق
- فرانك ماكفارلين بورنيت
- فرحات عباس
- فريتس ليبمان
- فريد أستير
- فريدريش فون هايك
- فلاديمير نابوكوف
- فوزي المعلوف
- فيكتور يونغ
- لاديسلاو جوزيف بيرو
- لافرينتي بريا
- ليوبولد غولدشتاين
- ماكس تيلر
- محمد التريكي
- محمد صدقي
- محمد فليفل
- محمد يوسف موسى
- مصطفى وهبي التل
- ميغل أنخل أستورياس
- هاياتو إيكيدا
- همفري بوجارت
- هوانغ زيان فان
- ويليام إف دين
- عبد السلام النابلسي
- الشاعر التونسي محمد الشاذلي عطاء الله.
- 13 أغسطس - المخرج السينمائي الفريد هيتشكوك.
- الملا عطية بن علي بن عبد الرسول الجمري الخطيب الحسيني والشاعر البحريني
- تركي الأول بن عبد العزيز آل سعود أخ الملك سعود بن عبد العزيز.
- 19 يونيو - روبرت إيثرنغتون، لاعب كرة قدم إنجليزي.
- عثمان باتور، مسلم صيني من أصل كازاخستاني قاتل لأجل حرية الكازاخ.
- محمد مهدي الجواهري الشاعر العراقي الملقب بشاعر العرب الأكبر

## وفيات
- إليشا باكستر
- جوليوس رويتر
- روموالدو باتشيكو
- سوفوس لي
- عبد الله التعايشي
- كاتسو كايشو
- ليو فون كابريفي
- نعمان الألوسي
- نوبار باشا
- هوراشيو ألجر
- وليام هاسلدن اليرب
- يوهان شتراوس الابن
- عبد المجيد أيوب العبيدي - فقيه وأديب وخطاط وشاعر بغدادي.
- آرثر مورغان - بطل لعبة فداء الموت الأحمر ٢